# Antychryst (film)
Antychryst (ang. Antichrist) – dramat psychologiczny w reżyserii Larsa von Triera, zrealizowany w koprodukcji międzynarodowej.
Światowa premiera filmu miała miejsce 18 maja 2009 podczas 62. MFF w Cannes. Polska premiera filmu odbyła się 29 maja 2009. Dystrybutorem filmu w Polsce była firma Gutek Film. Film w polskich kinach otrzymał najwyższą kategorię wiekową, czyli przeznaczony wyłącznie dla osób pełnoletnich.
W czasie premierowego weekendu w Stanach Zjednoczonych obraz uzyskał wynik frekwencyjny w wys. 71 397 dolarów amerykańskich.

## Fabuła
Światowej sławy psychoterapeuta i jego młodsza żona, badaczka historii czarownic w średniowieczu, wyjeżdżają do drewnianej chaty w puszczy. Wyjazd ma cel terapeutyczny − oboje stracili synka, co odbiło się szczególnie dotkliwie na psychice kobiety, dręczonej wizjami i koszmarami. Wracają do niej wspomnienia, w tym ostatnie chwile życia dziecka, które wypadło z okna, chwilę wcześniej widząc zbliżenie seksualne rodziców. Dotychczasowa terapia i pobyt w szpitalu nie przynoszą efektów.
Początkowo terapia męża, okupiona ogromnym wysiłkiem obojga, przynosi efekty. Kobieta odkrywa swoje ukryte lęki i powoli wydaje się je przełamywać. Później jednak mroczna strona jej psychiki gwałtownie bierze górę. W ataku szaleństwa kobieta zwraca się przeciwko mężowi (prawdopodobnie obwinianemu o tragedię).
Kolejne sceny są pełne przemocy i okrucieństwa. Wskutek uderzenia mężczyzna traci przytomność, a następnie zostaje okaleczony. Gdy odzyskuje świadomość, próbuje uciec w głąb lasu, nie dociera jednak daleko, ukrywając się w lisiej jamie. Kobieta odnajduje go i znów wściekle atakuje, po czym wracają do chaty. Tam przepowiada mu śmierć („Gdy przybędzie Trzech Żebraków, ktoś musi zginąć”). Gdy podczas burzy w chacie pojawiają się kruk, lis i sarna, kobieta najpierw samookalecza się obcinając sobie łechtaczkę, a następnie próbuje zabić mężczyznę. Ostatecznie jednak sama ginie, uduszona przez męża.

## Obsada
- Willem Dafoe − On
- Charlotte Gainsbourg − Ona

## Realizacja
W filmie, podzielonym na prolog, cztery rozdziały („Ból”, „Smutek”, „Rozpacz” i „Troje Żebraków”) oraz epilog, występuje głównie dwoje aktorów: Willem Dafoe oraz Charlotte Gainsbourg. Kreacja Gainsbourg została wyróżniona podczas 62. MFF w Cannes nagrodą dla najlepszej aktorki.
Na końcu filmu pojawia się dedykacja dla rosyjskiego reżysera Andrieja Tarkowskiego, twórcy m.in. filmu Zwierciadło z 1975 r., będącego jedną z inspiracji dla von Triera.
Na ścieżce dźwiękowej znalazła się m.in. muzyka Georga Friedricha Händla (umieszczona w prologu i epilogu aria Almireny Lascia ch'io pianga z II aktu opery Rinaldo).
Budżet filmu wyniósł ok. 11 milionów dolarów, z czego 1,5 mln przeznaczył Duński Instytut Filmowy, ok. 1,3 mln Niemiecki Federalny Fundusz Filmowy. Milion złotych przeznaczył Polski Instytut Sztuki Filmowej. Film wyprodukowała założona przez von Triera firma Zentropa Entertainments. Jednym z współproducentów filmu była Małgorzata Szumowska, natomiast za efekty specjalne w filmie odpowiada polskie studio Platige Image.

## Interpretacje
Zdaniem Larsa von Triera Antychryst jest najbardziej osobistym z wszystkich jego filmów. Reżyser przyznawał w wywiadach, że pisał scenariusz będąc w głębokiej depresji. Realizację filmu nazwał „obłaskawianiem własnych demonów”, porównując swoją pracę do namalowania przez Edwarda Muncha, również cierpiącego na depresję, obrazu Krzyk.
Film, w swej głównej warstwie psychologiczny, jest pełen wieloznacznych scen i zagadkowych wizji. Pojawiają się odniesienia historyczne (cierpienie kobiet w wiekach dawnych − oskarżenia o czary, palenie czarownic), jeszcze gęstsza jest symbolika baśniowa i religijna: miejsce, do którego przybywają kobieta i mężczyzna, nazywane jest Edenem (w środku ciemnego lasu), zwiastujący śmierć Trzej Żebracy − Ból, Rozpacz i Żal − przywodzą na myśl biblijne motywy cierpienia. Kruk, którego nie można zabić, może symbolizować zło, wejście do lisiej jamy jest przywalone kamieniem, a mężczyzna przysypany wewnątrz ziemią „zmartwychwstaje” − co można uznać za nawiązanie do śmierci i zmartwychwstania Jezusa Chrystusa.
Nagromadzenie odwołań religijnych, symbolicznych, alegorycznych i historycznych otwiera pole do interpretacji, stąd też recenzje Antychrysta często znacznie różnią się odczytaniem sensu filmu.

## Kontrowersje
Już podczas canneńskiej premiery Antychryst wzbudził ogromne zainteresowanie i równie wielkie kontrowersje. Krytycy wygłaszali skrajne opinie o obrazie von Triera, podzieliła się także publiczność festiwalowa: część widzów film wygwizdała.
Gdy Antychryst wszedł na ekrany światowych kin, pod adresem reżysera zaczęto formułować liczne oskarżenia, m.in. o mizoginizm, epatowanie sadomasochizmem oraz szerzenie pornografii.
Producenci przygotowali dwie wersje filmu: ocenzurowaną dla odbiorców w krajach, w których miałby problemy z wejściem do szerokiej dystrybucji, oraz nieocenzurowaną. Lars von Trier nazwał te wersje „miłą katolicką” i „niegrzeczną protestancką”. Do Polski trafił film w wariancie nieocenzurowanym.
Na początku lipca 2009 r. senatorowie Prawa i Sprawiedliwości interweniowali w sprawie filmu u Ministra Kultury i Dziedzictwa Narodowego, Bogdana Zdrojewskiego. Według nich produkcja, finansowana częściowo przez Polski Instytut Sztuki Filmowej, ma charakter satanistyczno-pornograficzny. „Ta skandaliczna produkcja (...) zawiera treści, delikatnie mówiąc, wulgarne oraz antychrześcijańskie” − napisali senatorowie PiS.